# Shaun the Sheep Movie: Người bạn ngoài hành tinh
Shaun the Sheep Movie: Người bạn ngoài hành tinh (tựa gốc tiếng Anh: A Shaun the Sheep Movie: Farmageddon) là một bộ phim điện ảnh hoạt hình tĩnh vật thuộc thể loại hài - phiêu lưu - khoa học viễn tưởng công chiếu năm 2019 do Aardman Animations của Anh và StudioCanal của Pháp sản xuất. Là phần tiếp nối của Shaun the Sheep Movie: Cừu quê ra phố và được dựa trên loạt phim hoạt hình nổi tiếng Những chú cừu thông minh, bộ phim do Richard Phelan và Will Becher làm đạo diễn, với phần kịch bản do Mark Burton và Jon Brown chắp bút. Bộ phim có sự tham gia lồng tiếng của các diễn viên gồm Justin Fletcher, John Sparkes, Amalia Vitale cùng một số diễn viên quần chúng khác. Tiếp nối những sự kiện ở phần phim trước, bộ phim theo chân cừu Shaun và nhóm bạn phải tìm cách giúp Lula, cô bé ngoài hành tinh đáng yêu trở về nhà trước khi tổ chức nội gián của chính quyền phát hiện được chuyện này để có bằng chứng cho việc khai phá vũ trụ mới.
Sau thành công của phần phim trước, các nhà sản xuất đã lên ý tưởng cho phần phim tiếp theo từ năm 2015. Đến năm 2018, sau khi hoàn thành việc sản xuất cho bộ phim Ngôi làng tiền sử, bộ phim mới bắt đầu tiến hành sản xuất, kéo dài từ tháng 11 năm 2017 đến tháng 6 năm 2019.
Bộ phim có buổi công chiếu tại Anh vào ngày 18 tháng 10 năm 2019 và tại Việt Nam vào ngày 27 tháng 9 năm 2019 dưới định dạng 2D, 3D và IMAX. Đến năm 2020, do ảnh hưởng của đại dịch COVID-19 trên toàn quốc, Mỹ đã cho phát hành bộ phim này trên ứng dụng Netflix từ ngày 14 tháng 2. Bộ phim dù chỉ thu về 43,1 triệu USD, nhưng được giới chuyên môn đánh giá cao về khả năng biến tấu hài hước và thủ pháp hoạt họa rất bắt mắt. Bộ phim được đề cử cho hạng mục Phim hoạt hình hay nhất tại giải BAFTA lần thứ 73 và giải Oscar lần thứ 93, nhưng không được đoạt giải.